# Corinne Wasmuht
Corinne Wasmuht (* 1964 in Dortmund) ist eine deutsche Malerin.

## Leben und Werk
Corinne Wasmuht wuchs in Peru und Argentinien auf; seit 1983 ist sie in Deutschland künstlerisch tätig. Von 1983 bis 1992 studierte sie an der Kunstakademie Düsseldorf (Meisterschülerin bei Alfonso Hüppi). Corinne Wasmuht lebt und arbeitet in Berlin und Karlsruhe. Die Künstlerin malt großflächige Bilder in mehreren Schichten, meist auf Holz. Ihre Werke entstehen in einem langen Prozess des Sammelns und Verbindens von Bildern. Dabei vermittelt Wasmuht dem Betrachter die Illusion eines perspektivischen Raums – bei näherem Hinsehen können exakt ausgearbeitete Details erkannt werden.
Seit 2006 lehrt Wasmuht als Professorin an der Staatlichen Akademie der Bildenden Künste Karlsruhe. 2014 wurde sie Mitglied der Akademie der Künste Berlin, Sektion Bildende Kunst.

## Ausstellungen (Auswahl)
- 2006: Corinne Wasmuht, Kunstverein Hannover
- 2009/2010: Supracity, Haus am Waldsee. Ort internationaler Gegenwartskunst.[1] Anschließend: Kunsthalle Nürnberg
- 2014: Corinne Wasmuht – Supraflux, Kunsthalle zu Kiel[2]
- 2017: Kubus, Sparta-Kunstpreis im Kunstmuseum Stuttgart

## Auszeichnungen
- 1996: ars viva-Preis
- 2008: Heitland Foundation
- 2011: Oberrheinischer Kunstpreis Offenburg
- 2011: August Macke Preis des Hochsauerlandkreises
- 2014: Käthe-Kollwitz-Preis[3]